# Meganthropus
Il Meganthropus è un genere estinto di scimmia ominide non ominide, conosciuto nel Pleistocene in Indonesia.
È noto da una serie di grandi frammenti di mascella e cranio trovati nel sito di Sangiran, vicino a Surakarta, nella Giava centrale, in Indonesia, insieme a diversi denti isolati. Il genere ha una storia tassonomica lunga e contorta. I fossili originali sono stati attribuiti a una nuova specie, Meganthropus palaeojavanicus, e per lungo tempo è stato considerato non valido, con il nome del genere utilizzato come nome informale per i fossili.